# Szeregowy Służby Więziennej
Szeregowy Służby Więziennej (szer. SW) – stopień w Służbie Więziennej, odpowiednik stopnia szeregowego w Siłach Zbrojnych RP.
Wzory dystynkcji szeregowego SW zostały określone w rozporządzeniu ministra sprawiedliwości z dnia 7 lutego 2011 w sprawie umundurowania funkcjonariuszy Służby Więziennej.